# Osvaldo Rengifo
Osvaldo Rengifo Vial (10 de septiembre de 1843-Santiago, 30 de junio de 1906) fue un abogado, político y académico chileno. Ejerció como diputado por el Partido Liberal y fue rector de la Universidad de Chile.

## Familia y estudios
Hijo del ministro de Hacienda, diputado y senador Manuel Rengifo Cárdenas, y de Rosario Vial Formas. Fue hermano del exdiputado Manuel Rengifo Vial.
Se casó con Ema Rodríguez Cuadra, con descendencia. Tras su fallecimiento en 1899, Rengifo se casó en 1901 con su hermana, Luisa, sin sucesión.
Estudió en el Instituto Nacional y luego Derecho en la Universidad de Chile; juró como abogado el 4 de octubre de 1865.
Trabajó en variados cargos públicos; fue secretario de la Intendencia de Colchagua en 1866; secretario de la Intendencia de Santiago; administrador del agua potable de la capital; profesor del Instituto Nacional y de la Universidad de Chile. En esta última institución también ocupó el cargo de rector, cargo elegido por el claustro pleno y asumido el 20 de abril de 1903. Ejerció la rectoría —salvo entre diciembre de 1904 y abril de 1905 cuando fue subrogado por Domingo Amunátegui Solar— hasta su muerte en 1906.

## Carrera política
Militó en el Partido Liberal. Fue intendente de Valparaíso desde 1892 a 1895. Durante la administración del presidente Jorge Montt Álvarez, fue nombrado ministro de Justicia e Instrucción Pública, cargo que sirvió desde el 18 de diciembre de 1894 al 1 de agosto de 1895.
En 1870 fue elegido diputado suplente por San Fernando, por el período 1870-1873; se incorporó en propiedad, en reemplazo del diputado propietario electo, Alberto Blest Gana, entonces ministro de Chile en Estados Unidos. Participó en el Congreso Constituyente de 1870, cuyo objetivo fue reformar la Constitución de 1833. Formó parte de las Comisiones Redactoras del Código Penal, del Código de Procedimiento Civil y de la Ley de Organización y Atribuciones de los Tribunales de Chile.
En las elecciones parlamentarias de 1873 fue reelegido diputado suplente por San Fernando, para el período 1873-1876. En la elección de 1976 fue elegido diputado propietario por San Fernando, para el período 1876-1879; integró la Comisión Permanente de Elecciones, Calificadora de Peticiones; fue diputado reemplazante en la Comisión Permanente de Gobierno y Relaciones Exteriores; y fue miembro de la Comisión Conservadora para el receso 1879-1880.
Electo diputado presuntivamente por Cauquenes, período 1879-1882; se presentaron doble poderes, respecto de los cuales no hubo pronunciamiento. Unos favorecían a Nicolás Barros Luco y a Osvaldo Rengifo, para propietarios, y a Manuel Antonio Hurtado para suplente; otros, a Macario Ossa y a Leoncio Pica, para propietarios, y a Luis Cisternas Moraga para suplente.
Fue alcalde de Las Condes entre 1901 y 1906.
Falleció en la madrugada del 30 de junio de 1906, producto de una hemorragia cerebral. Fue enterrado en el Cementerio General de Santiago.